# Nerocila blainvillei
Nerocila blainvillei là một loài chân đều trong họ Cymothoidae. Loài này được Leach miêu tả khoa học năm 1818.